# Église Saint-Martin de Nyls
Pour les articles homonymes, voir église Sainte-Marie.
L'église Saint-Martin de Nyls est une église romane en ruines située dans le village de Nyls, sur la commune de Ponteilla, dans le département français des Pyrénées-Orientales. Elle est dédiée à Martin de Tours.
Ruinée, elle a été remplacée au XVIIe siècle par une église dédiée à Sainte-Marie.[réf. à confirmer]